# Arvellola pirinenca
L´arvellola pirinenca (Vicia pyrenaica) és una espècie que pertany a la família de les  fabàcies i viu en prats sobre terrenys calcaris als Pirineus, com ens indica el seu nom, però també en altres sistemes muntanyosos del SW d'Europa, com els Picos de Europa o als Alps entre altres, arribant fins a l'Alcalatén, al País Valencià.

## Descripció i distribució
És una petita planta més o menys prostrada que no sol créixer gaire més d'un pam d'alçada. Com a molts representants del gènere Vicia les fulles son compostes, pinnades, amb 3-6 parells de folíols amb forma de cor i amb una petita punta al final. El folíol terminal es veu substituït per un petit circell simple. Si destaca per alguna cosa és per les seves flors solitàries i bastant grans, d'un color púrpura blavenc i que tenen també la típica corol·la papilionàcia.
L'arvellola pirinenca és una planta que sol viure als prats d'alta muntanya calcícoles i assolellats d'ussona (Festuca scoparia). En aquests prats solen ser-hi presents un bon nombre d'espècies de la família de les fabàcies, moltes d'elles amb una àrea de distribució que inclou les muntanyes del Sud d'Europa (oròfits mediterranis). Concretament, l'arvellola pirinenca la podem trobar sobretot als Pirineus, però també als Alps, els Picos d'Europa, Guadarrama, Sierra Nevada o les muntanyes del sistema Ibèric, a les províncies de Terol i Castelló.
Suporta bé la relativa sequera que impera en aquests prats eixuts i pot prosperar també, dins d'aquestes pastures, en indrets més pedregosos o escletxes de roca.

## Taxonomia
Aquesta espècie fou descrita pel botànic francès Pierre André Pourret l'any 1788 a les "Mémoires de l'Académie des Sciences, Inscriptions et Belles-Lettres de Toulouse", quan encara residia a Narbona, abans de venir exiliat a Barcelona, degut a la revolució francesa.

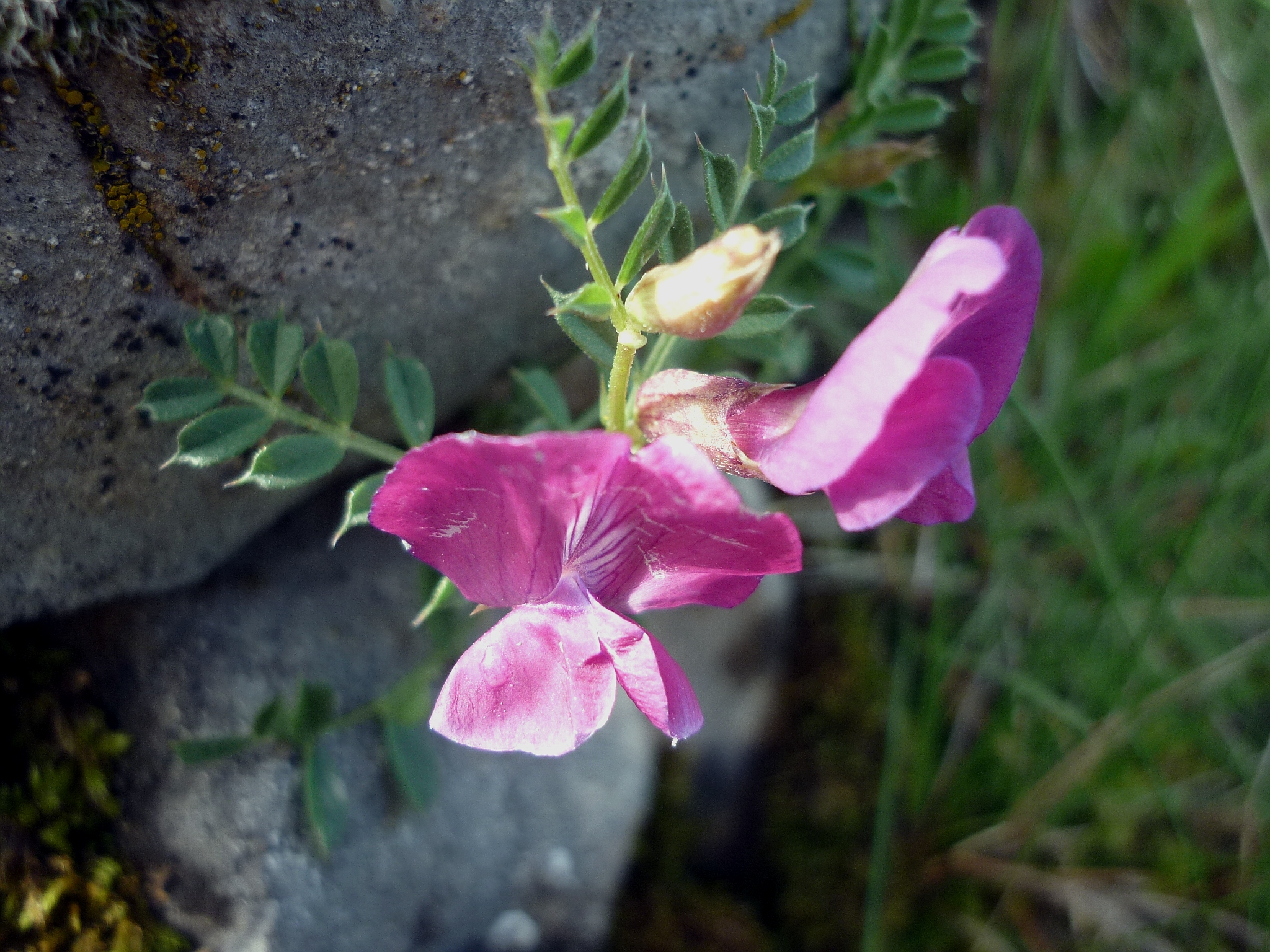
exemplar fotografiat a la Muntanya d'Alinyà (Alt Urgell).
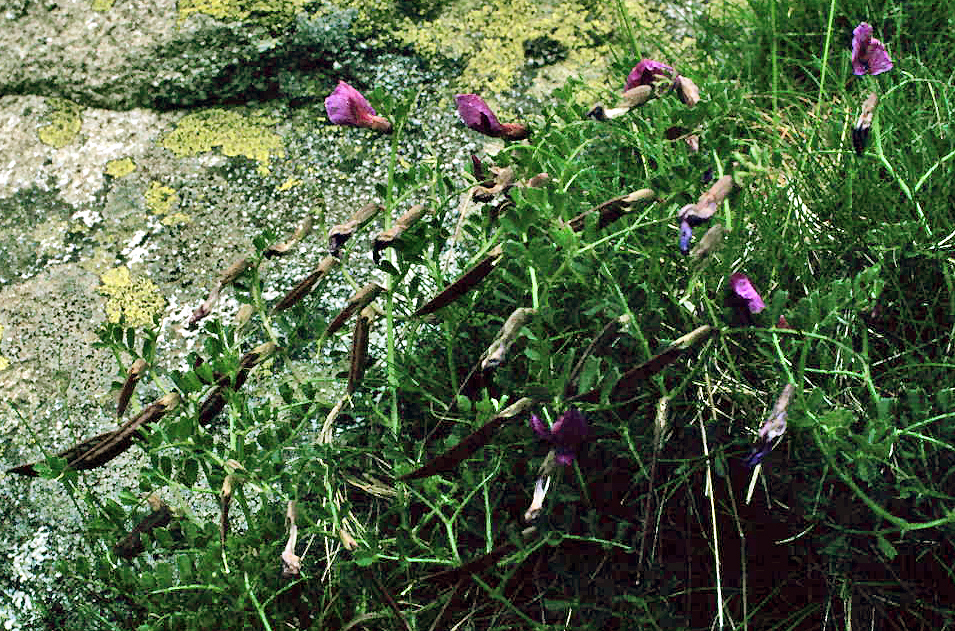
aspecte de la planta amb alguns fruits madurs.
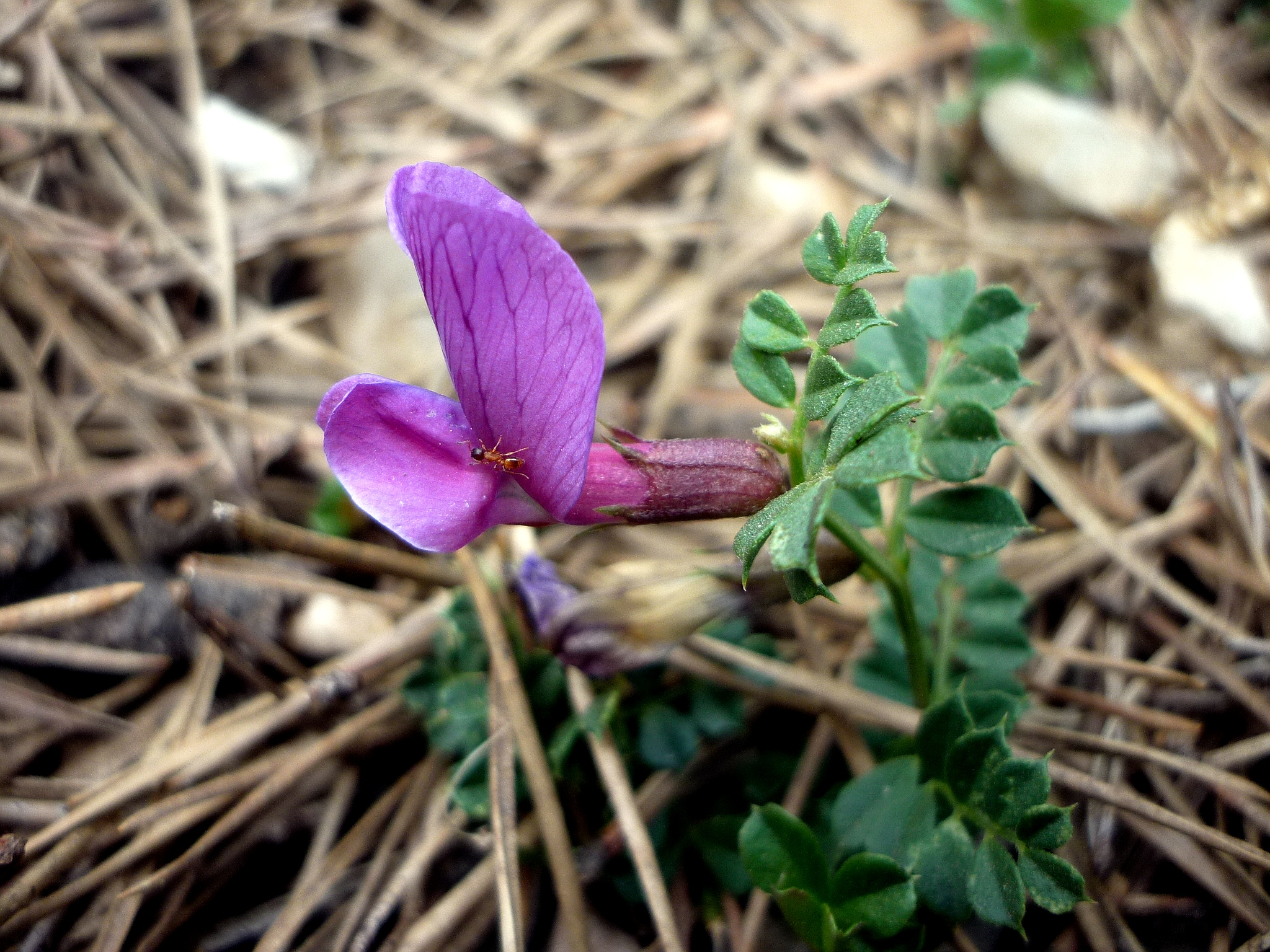
Detall de la típica flor papilionàcia (Solsonès)